# Mihail Mia Iovin
Mihail Mia Iovin (n. 6 decembrie 1925, Arad - d. 18 octombrie 2019, Chicago), cunoscut ca Mia Iovin, a fost un credincios baptist român, închis pentru credință între anii 1959-1964. 
A fost arestat la 18 februarie 1959, la vârsta de 34 de ani, după ce a fost exclus din cultul baptist. A fost arestat pentru că a fost membru activ în Adunarea din strada Oituz, o adunare creștină independentă, care era considerată subversivă. Actul de acuzare preciza că „a făcut parte din organizația mistico-religioasă, condusă de Vasile Moisescu din Arad care urmărea răsturnarea regimului din țara noastră.” Avea atunci 3 copii iar unul s-a născut după arestare. 
Procesul și condamnarea au avut loc la Tribunalul Militar din Timișoara la 18 februarie 1959, cu sentința nr. 72 în baza art.209 pct.2 lit.a din Codul Penal pentru uneltire contra ordinii sociale. A fost încarcerat la Timișoara, trecând apoi prin toate închisorile: Gherla, Salcea (12.10.1959), Giurgeni (11.06.1960), Ostrov (16.10.1960), din nou Gherla (20.11.1961), Periprava (17.11.1963) și Jilava (23.05.1964) până la grațiere în 30.07.1964. A fost închis împreună cu tot lotul Vasile Moisescu, din care făcea parte, dar și cu cei de la Oastea Domnului, cu betaniștii și cu Richard Wurmbrand.
După eliberare, a emigrat în Statele Unite stabilindu-se la Chicago, unde a înființat o adunare asemănătoare cu cea din strada Oituz. A fost puternic calomniat și a fost silit să se retragă din slujire. Imediat după retragere (2002) a scris cartea autobiografică "Istoria unui rob al lui Hristos". De-a lungul vieții sale, a compus mai multe cântări, adunate în cartea de cântări: "Cântările Biruinței".